# Scaevola thesioides
Scaevola thesioides är en tvåhjärtbladig växtart. Scaevola thesioides ingår i släktet Scaevola och familjen Goodeniaceae.

## Underarter
Arten delas in i följande underarter:
- S. t. filifolia
- S. t. thesioides